# 4572 Brage
4572 Brage је астероид главног астероидног појаса са средњом удаљеношћу од Сунца која износи 2,594 астрономских јединица (АЈ).
Апсолутна магнитуда астероида је 12,8.